# Volo
Il volo è il processo mediante il quale un animale o un oggetto si muove attraverso uno spazio senza entrare in contatto con alcuna superficie planetaria, sia all'interno di un'atmosfera (cioè volo aereo o aviazione) che attraverso il vuoto dello spazio cosmico (cioè volo spaziale). Ciò può essere ottenuto attraverso l'uso di una forza diretta verso l'alto detta portanza aerodinamica associata a planata o spinta propulsiva, aerostaticamente utilizzando la galleggiabilità o mediante movimento balistico.

## Volo animale

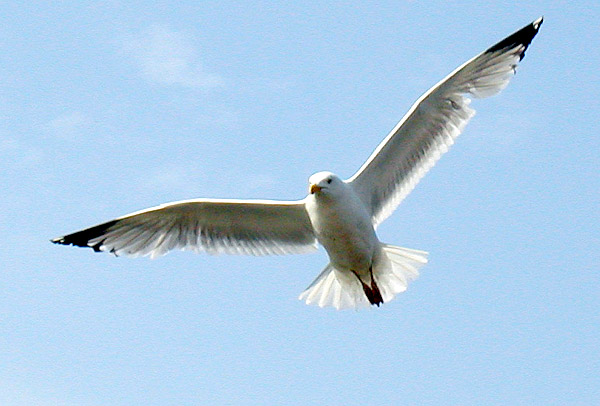
Un gabbiano in volo

Gli esseri viventi che con più successo sono riusciti a dominare la capacità di volare sono gli insetti, gli uccelli e i pipistrelli. Ognuno di questi gruppi si è evoluto separatamente a partire da differenti strutture.
Tra i vertebrati estinti in grado di volare spiccano gli pterosauri, contemporanei dei dinosauri.
I pipistrelli sono gli unici mammiferi capaci di volare realmente. Comunque ci sono diverse specie di animali, come lo scoiattolo volante, che sono in grado di planare da un albero ad un altro usando delle membrane tra le loro estremità; alcuni possono percorrere centinaia di metri in questo modo senza perdere molto in altezza.
I cosiddetti pesci volanti possono planare usando delle ali-pinna abbastanza grandi e sottili, ed è stato osservato anche qualche volo di un centinaio di metri sul pelo dell'acqua. Questo sistema è stato selezionato per riuscire a scappare dai predatori che vivono sott'acqua.
D'altra parte la maggioranza degli uccelli è in grado di volare, ma ci sono alcune eccezioni. Il più grande uccello, ovvero lo struzzo, e l'emù non possono volare, così come i dodo, ora estinti, mentre altri uccelli non volanti, i pinguini, hanno adattato le loro ali come pinne per nuotare sott'acqua. Molti piccoli uccelli che non possono volare sono nativi di piccole isole, e conducono uno stile di vita che non trarrebbe nessun vantaggio dal volo. Il falco pellegrino è l'animale più veloce del mondo: la sua velocità di punta supera i 370 km/h.
Tra gli animali volanti, l'albatross ha la più grande apertura alare: 3,5 metri (11,5 piedi) per un peso totale che si aggira intorno ai 24 kg.

### Il volo nella fantasia
Sono numerose nella mitologia, nella tradizione religiosa, nella letteratura e nei media moderni le creature immaginarie in grado di volare. Nella mitologia greca vi sono ad esempio Icaro e Dedalo, che si alzano in volo con ali di cera per scappare dal labirinto del minotauro, Pegaso, un cavallo alato e il dio Ermes è rappresentato con le ali ai piedi (o con dei sandali alati).
In varie culture il drago è una creatura immaginaria simile a un grande rettile con ali e in alcune tradizioni religiose varie creature non umane  - ad esempio angeli e demoni - vengono rappresentate come uomini dotati di ali.
Nella mitologia greca, le arpie sono creature mostruose, con viso di donna e corpo d'uccello in grado di volare.
I vampiri presenti nella letteratura, nella narrativa e nel cinema sono normalmente in grado di volare. Ad esempio nel film del 2004 Van Helsing, Dracula, i suoi figli e le sue spose sanno volare.
Altre famose creature alate o comunque in grado di volare sono il supereroe dei fumetti Superman, il personaggio cinematografico Dumbo, l'elefantino creato dalla Disney che utilizza le sue enormi orecchie per volare, Fùcur, uno dei Draghi della Fortuna del romanzo La storia infinita che vola ma è senza ali, Babbo Natale personaggio immaginario della cultura occidentale, che viaggia su una slitta trainata da renne volanti.
Nella saga di Harry Potter e nella leggenda popolare della Befana è presente la scopa volante come oggetto magico capace di far volare chi ne è in possesso.
Alcuni personaggi degli X-Men sono in grado di volare, ad esempio Tempesta.
Alcuni Pokemon e Digimon, personaggi dei rispettivi franchising, sono in grado di volare.
Nei Fantastici 4 alcuni personaggi volano, ad esempio la Torcia Umana e Silver Surfer.
Nella saga Dragon Ball molti personaggi sono in grado di volare.

### Galleria d'immagini

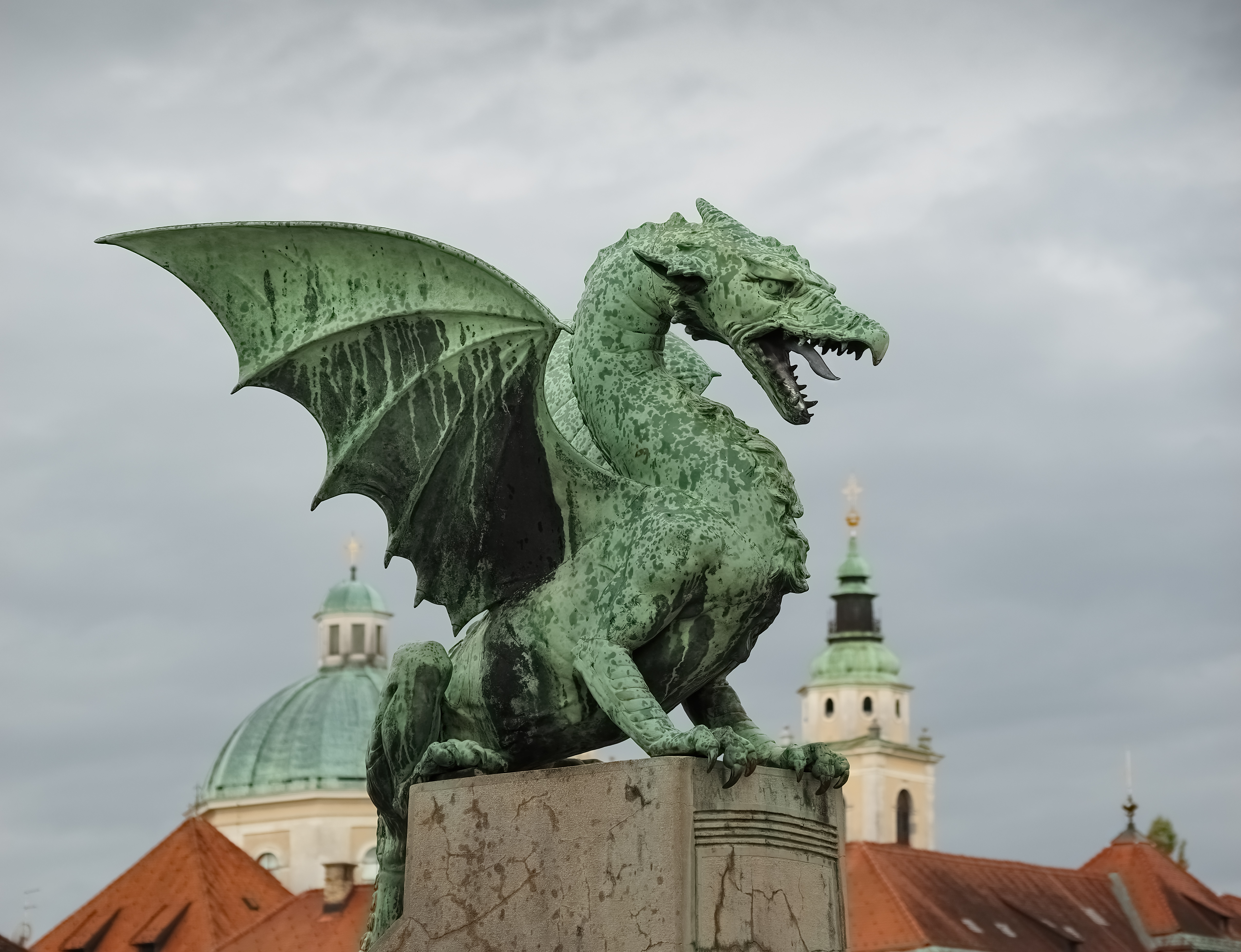
Drago scolpito, Dragon Bridge (Lubiana)
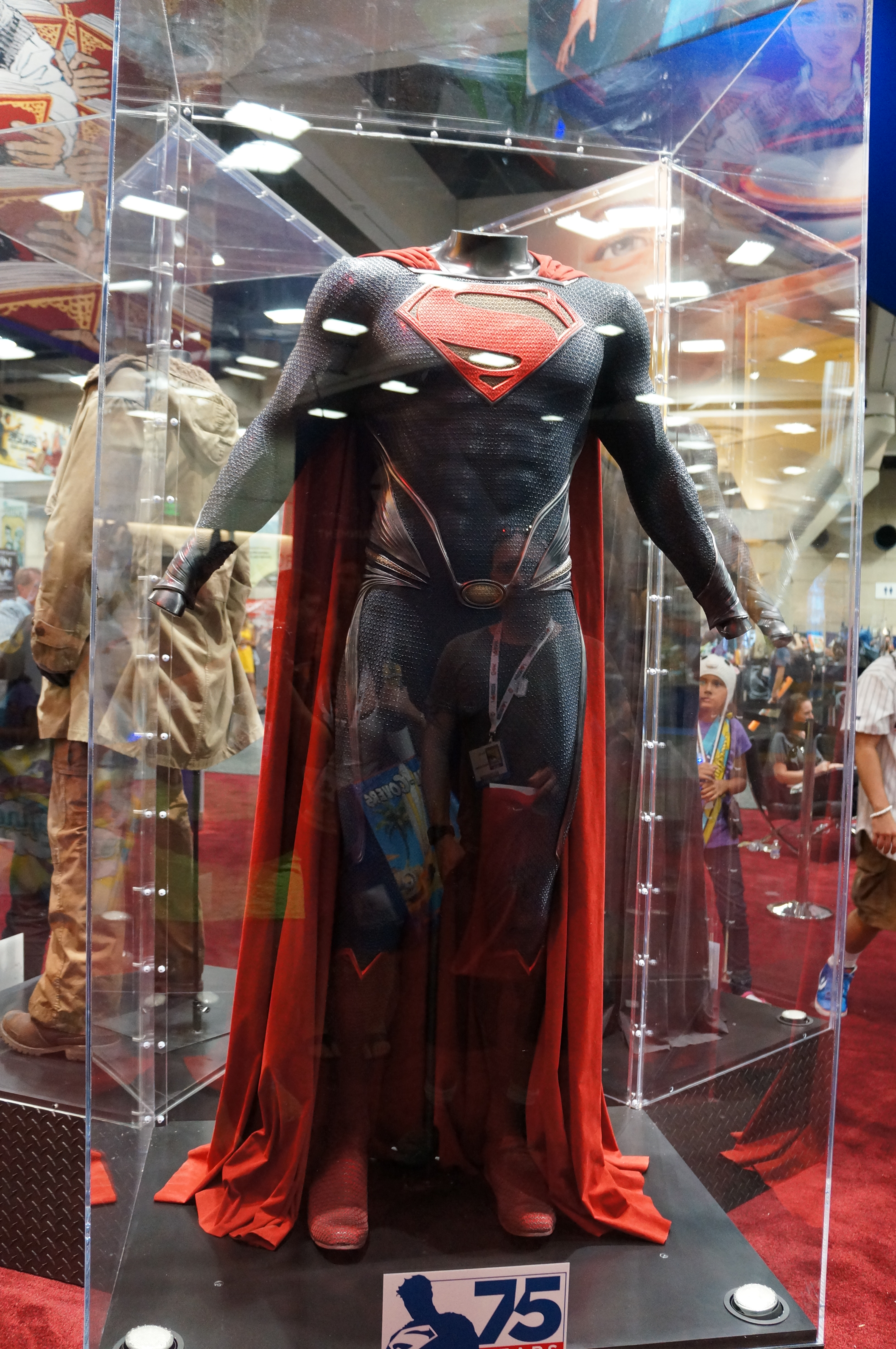
Un costume da Superman
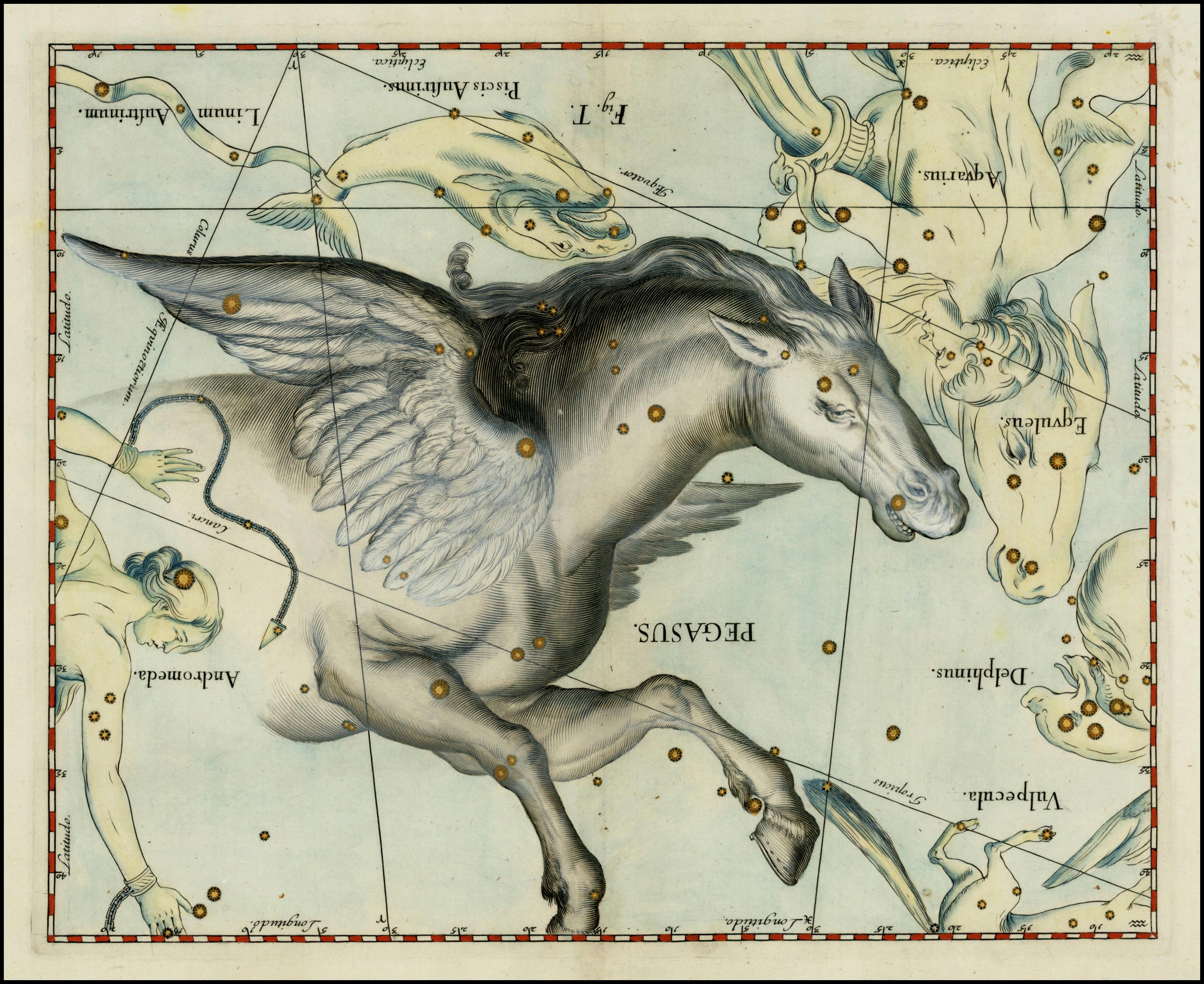
Illustrazione del cavallo mitologico Pegaso
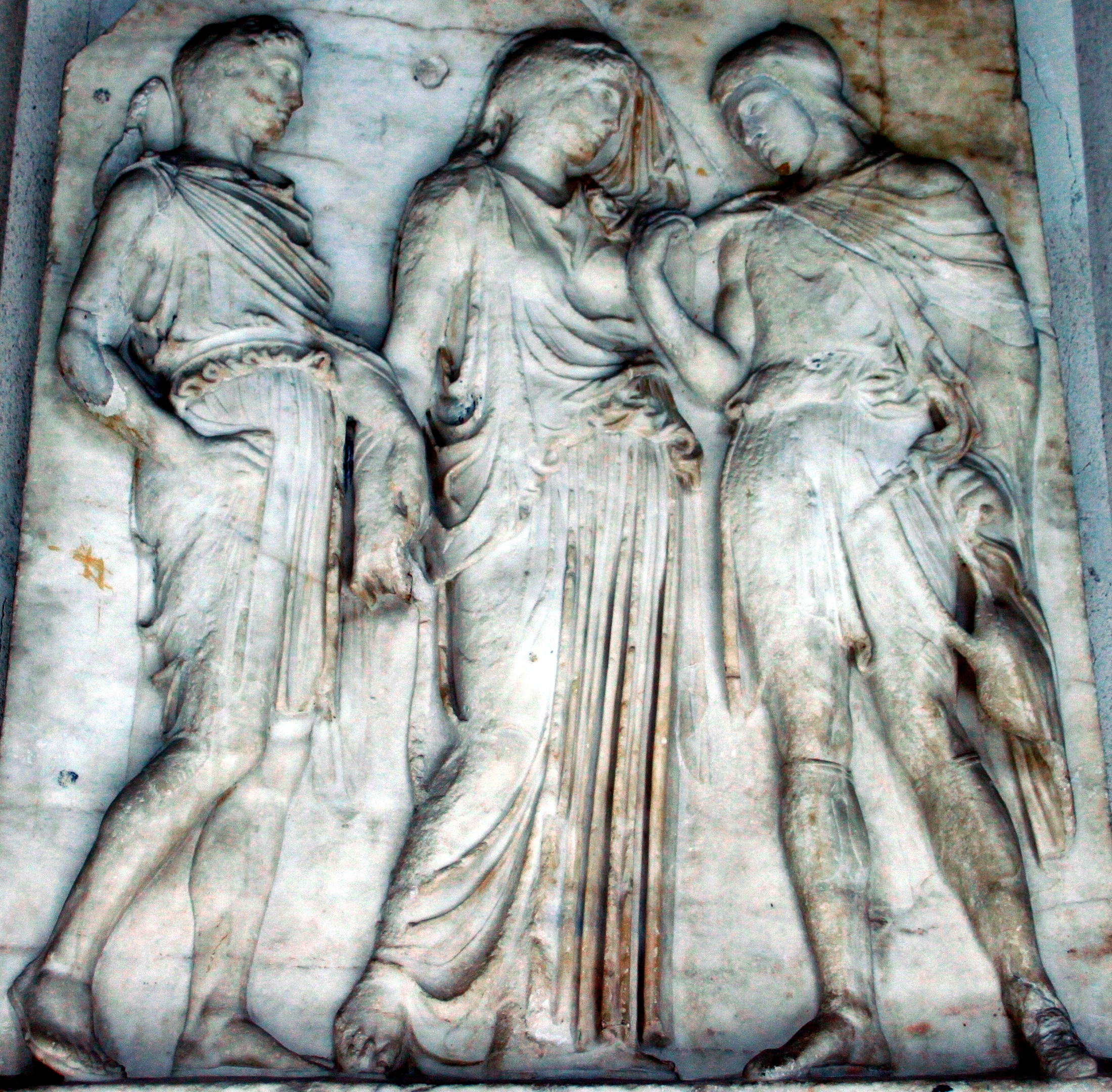
Bassorilievo in marmo che rappresenta Ermes, Euridice e Orfeo, copia romana di età augustea, da originale greco del V secolo a.C. attribuibile all'allievo di Fidia, Alkamenes
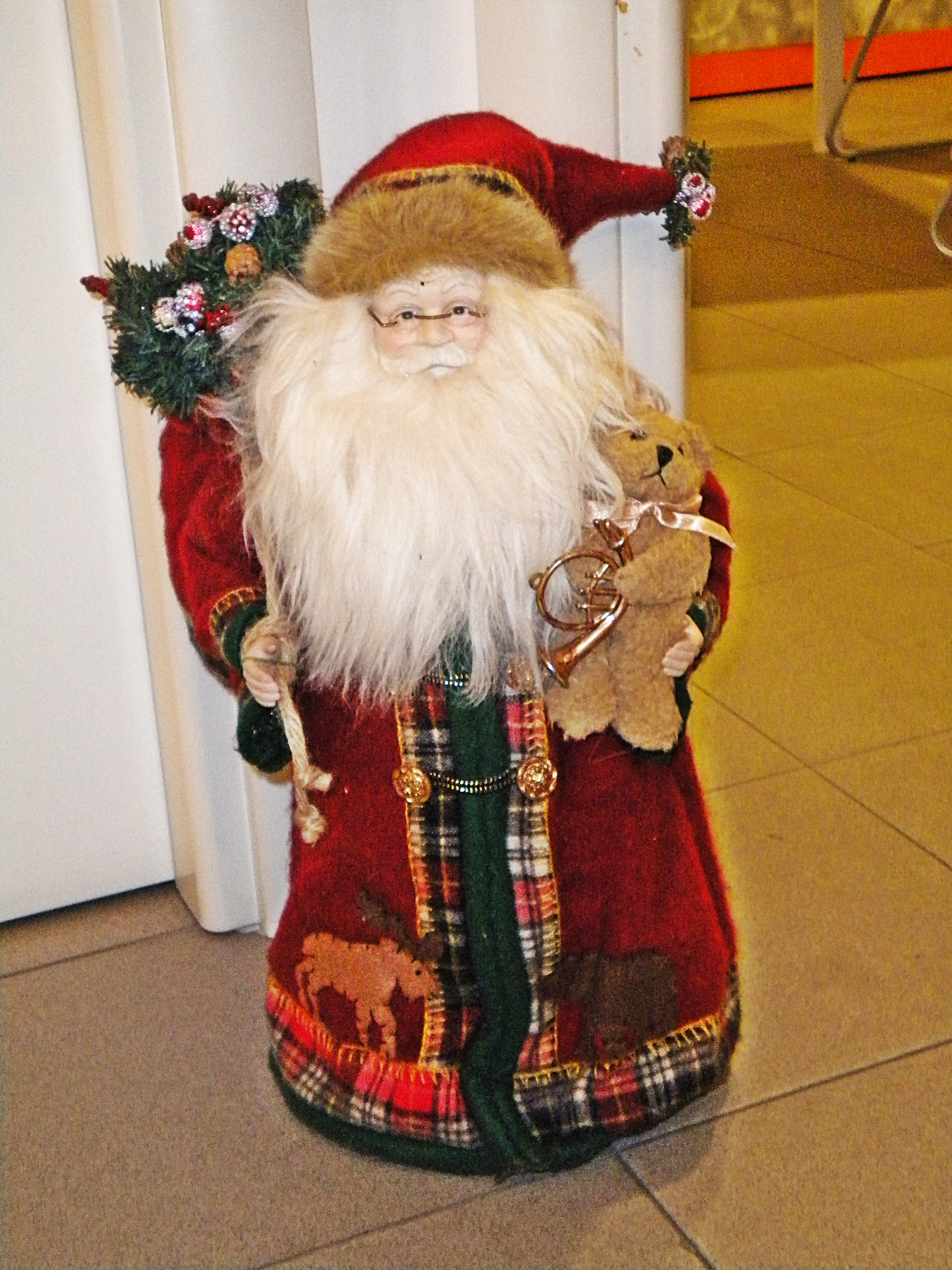
Pupazzo di Babbo Natale
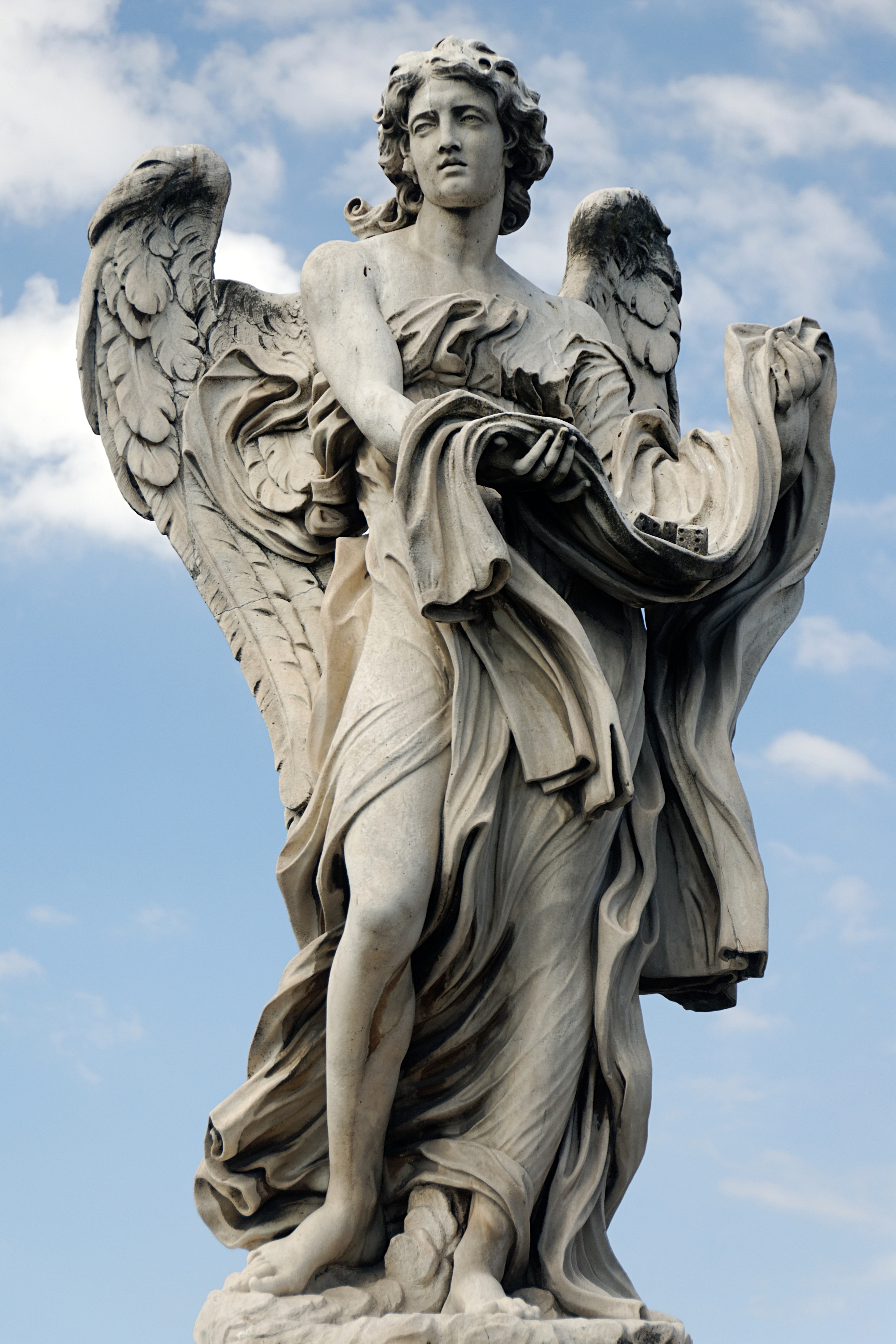
Angelo con veste e dadi di Paolo Naldini, con la scritta "sulla mia veste tirarono a sorte"
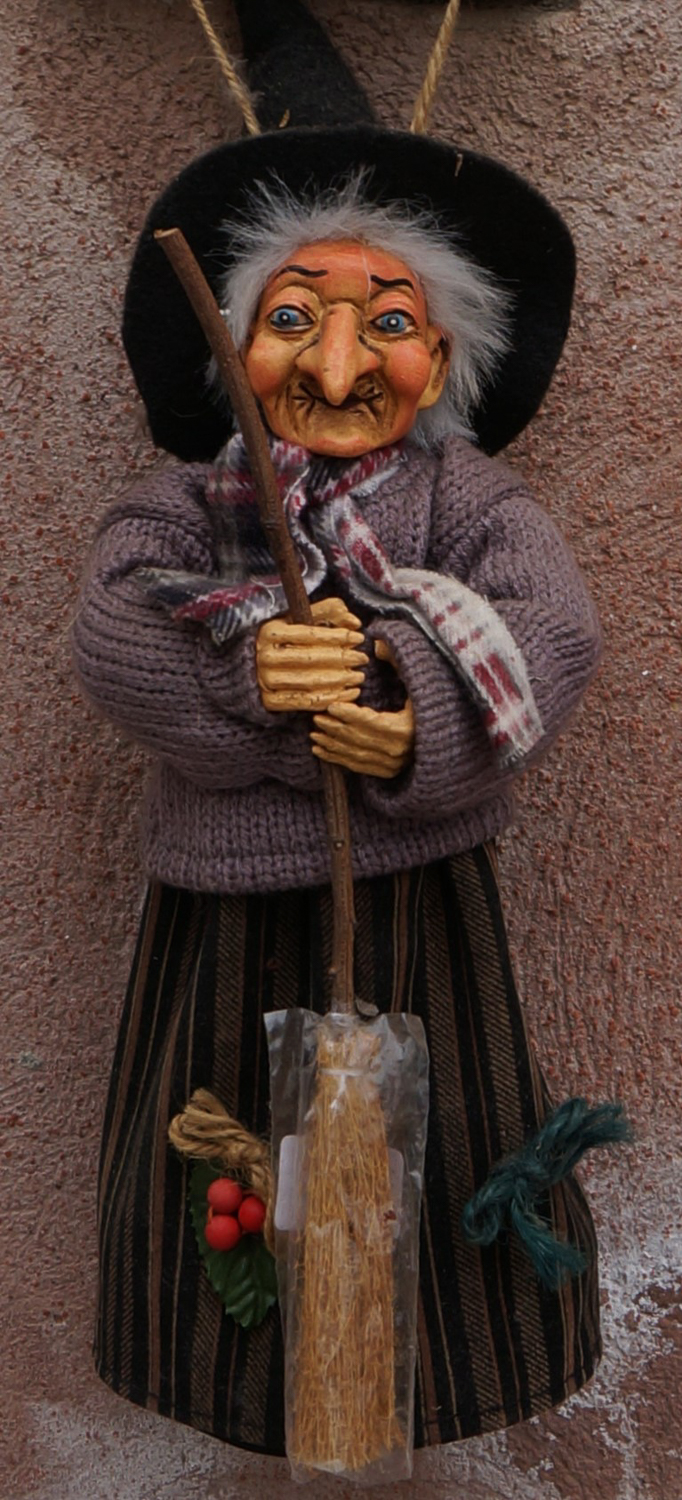
Pupazzo di una befana con la propria caratteristica scopa volante

## Volo meccanico

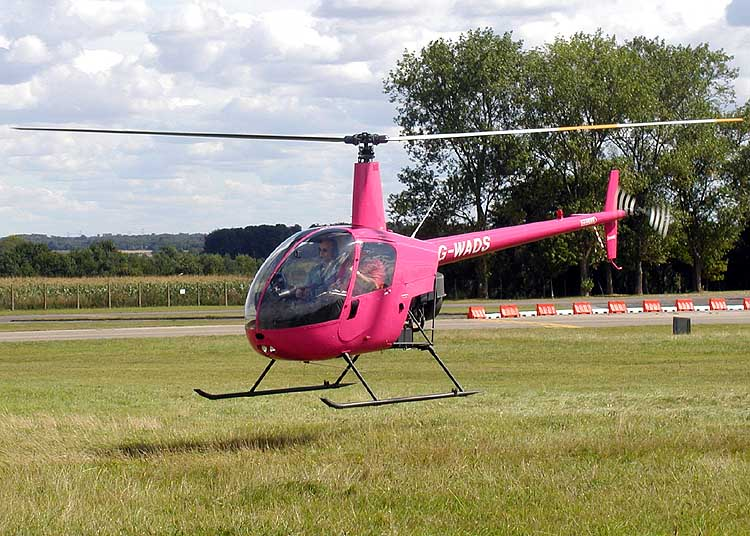
Un elicottero Robinson R22 Beta

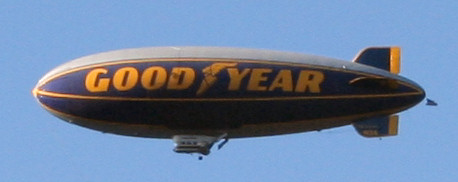
Il dirigibile vola perché è "più leggero dell'aria"

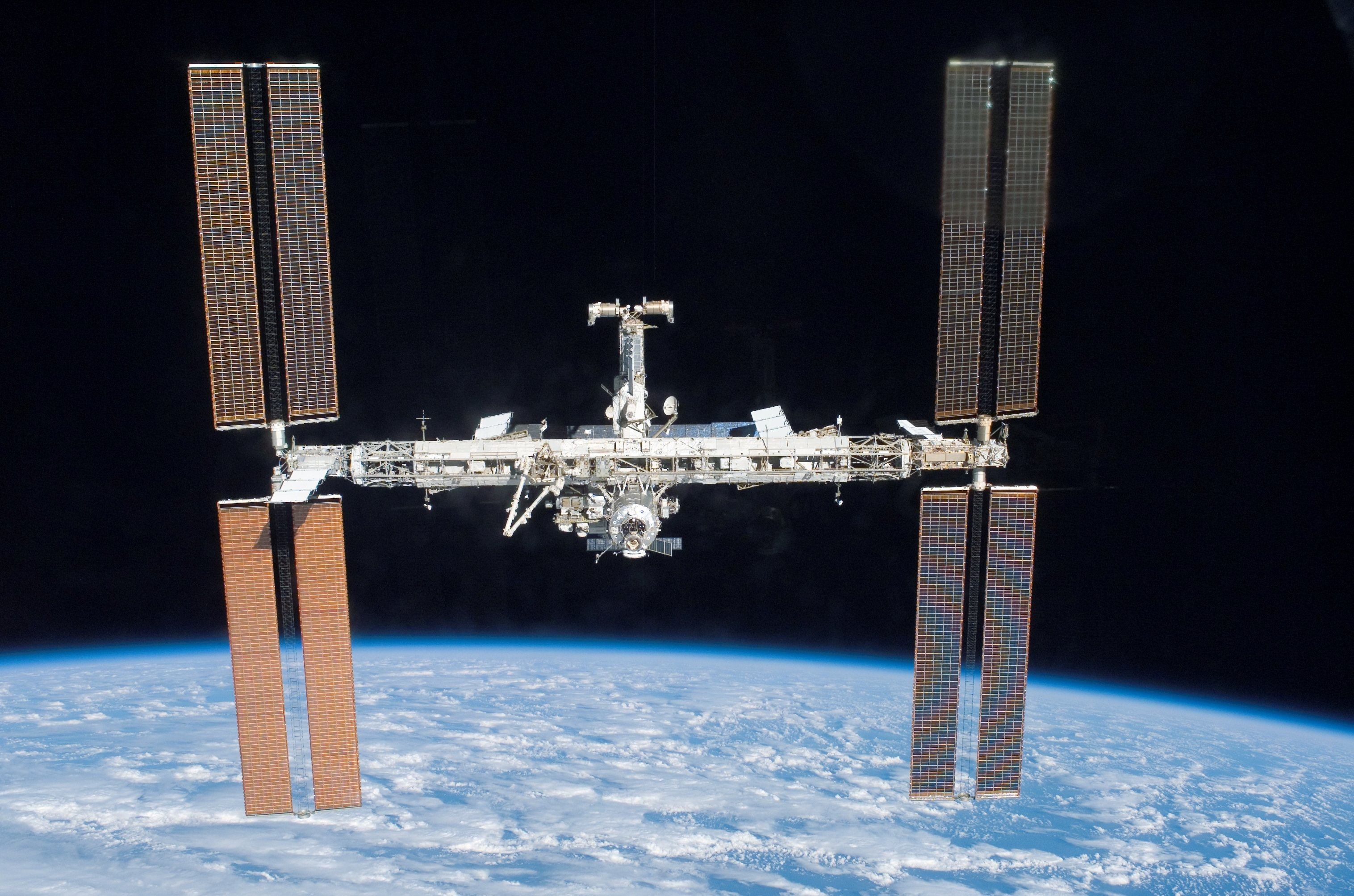
La Stazione spaziale internazionale nell'orbita terrestre

Le macchine che volano si dividono in aerodini, che sfruttano una spinta dinamica, e aerostati, che invece ottengono la spinta verso l'alto grazie al principio di Archimede.
Le macchine volanti più comuni sono:
- Aeroplano
- Elicottero
- Deltaplano
- Deltamotore
- Droni
- Paramotore
- Parapendio
- Dirigibile
- Pallone aerostatico (o Mongolfiera)
- Autogiro
- Razzo e Missile

### Come volano gli aeromobili
Il volo degli aerostati è molto semplice: contengono un gas leggero, che fa sì che complessivamente l'aerostato abbia una densità minore di quella dell'aria (circa 1,2 kg/m³), quindi vengono sollevati per il principio di Archimede, lo stesso che fa galleggiare le navi. In pratica gli aerostati galleggiano nell'aria.
La maggior parte degli altri aeromobili, quelli più pesanti dell'aria, o aerodine volano grazie ad un effetto aerodinamico detto portanza. Le aerodine che volano secondo questo principio hanno bisogno delle ali (o delle pale per gli elicotteri) che, una volta investite dall'aria (ad una certa velocità ed angolo di incidenza corretto), generano la portanza necessaria a sostenere il velivolo.
Gli aeroplani devono effettivamente avanzare ad una certa velocità per far scorrere l'aria sull'ala, mentre gli elicotteri possono anche effettuare il volo a punto fisso in quanto le pale portanti sono messe in rotazione meccanicamente (per questo l'elicottero è detto anche velivolo ad ala rotante).
Infine i veicoli spaziali in orbita terrestre bassa, hanno una dinamica legata all'aria, ma con effetti negativi sull'efficienza del volo, dato che la loro sospensione lontano dal terreno è stabile per le leggi dell'orbita stessa: i veicoli spaziali in orbita cadono "mancando" il pianeta, cioè hanno una velocità laterale tale che sono in caduta libera attorno al pianeta.
Altri oggetti in orbita invece non sono minimamente legati all'effetto dell'aria e quindi non sono compresi fra gli oggetti che volano, secondo la definizione di inizio articolo.
Per essi si parla di volo sempre con l'aggiunta dell'aggettivo, quindi di volo spaziale.
Questi ultimi, poi, certamente non vanno confusi con i veicoli spaziali che si spostano in spazi interplanetari, attratti o meno da corpi celesti a seconda della distanza da questi.